# Île Revillagigedo
Cet article concerne l'île du sud-est de l'Alaska. Pour les îles mexicaines du Pacifique, voir Îles Revillagigedo.
L'île Revillagigedo est une des îles principales de l'archipel Alexandre dans le Sud-Est de l'Alaska. Elle a une superficie de 2,755 km2, environ 89 km de long du nord au sud et 48 km de large d'est en ouest.
L'île est séparée du continent à l'est par le canal Behm, de l'île du Prince-de-Galles à l'ouest par le détroit de Clarence et de l'île Annette au sud par  le canal Revillagigedo et le passage Nichols. L'île a été visitée par des explorateurs russes, britanniques et espagnols au cours du XVIIIe siècle. Elle a été nommée par ces derniers en l'honneur de Juan Vicente de Güemes Padilla Horcasitas y Aguayo, 2e comte de Revillagigedo, alors vice-roi du Mexique, en 1793.
La population de l'île est de 13 950 habitants au recensement de 2000. Les deux seules villes sont Ketchikan et Saxman. Les principales activités sont la pêche, les conserveries, l'exploitation forestière et le tourisme. En plus de ces villes permanentes, il existe plusieurs campements mobiles sur barges servant à l'exploitation forestière et utilisés car les différentes routes de l'île ne sont pas toutes reliées.
Le nom complet de Revillagigedo n'est pas employé par les habitants qui utilisent l'apocope Revilla [rə 'vɪ lə].

## Source
- (en) Cet article est partiellement ou en totalité issu de l’article de Wikipédia en anglais intitulé « Revillagigedo Island » (voir la liste des auteurs).